# Jette
|  | Per a altres significats, vegeu «Jette (Montana)». |

Jette és una de les 19 comunes de la Regió de Brussel·les-Capital. L'1 de gener de 2005, tenia uns 42250 habitants. La seva superfície és de 5 km². Limita amb les comunes d'Asse (Zellik), Wemmel, Brussel·les, Koekelberg, Molenbeek-Saint-Jean i Ganshoren.